# 保罗·莫科斯基
保罗·基恩·莫科斯基（英語：Paul Keen Mokeski，1957年1月3日—），美国NBA联盟前职业篮球运动员。他在1979年的NBA选秀中第2轮第42顺位被休斯顿火箭选中。